# Дицерки
Дицерки, или златки двухвостые (лат. Dicerca), — род жуков-златок.

## Распространение
Палеарктика, Неарктика, Неотропика, Ориентальная область.

## Описание
Бронзового цвета златки длиной 1—2 см. Щиток очень маленький, округлённый, слегка поперечный или продольный овальный. Переднеспинка посередине с двумя сближенными продольными гладкими рельефными полосами или валиками. Вершины надкрылий оттянуты в хвостики, тупо закруглены, обрублены или вырезаны. Личинки развиваются под корой и в древесине лиственных пород, редко хвойных.

## Систематика
Более 40 видов. Для СССР и Европы указывалось около 8—9 видов. Относится к трибе Dicercini Gistel, 1848 (Chrysochroinae).
- Подрод Argante Gistel 1834
  - Dicerca herbsti
  - Dicerca moesta
- Подрод Dicerca[7]
  - Dicerca aenea (Linnaeus, 1767)typus (=Buprestis aenea Linnaeus, 1758)
  - Dicerca alni
  - Dicerca amphibia
  - Dicerca berolinensis
  - Dicerca chlorostigma
  - Dicerca furcata